# Tramway de Donetsk
Le tramway de Donetsk est le réseau de tramways à traction électrique desservant la ville de Donetsk, ville industrielle d'Ukraine et la capitale administrative de l'oblast de Donetsk. Il est composé de dix lignes pour un total de 130,5 kilomètres de voies.
Le tramway de Donetsk date de la fin des années 1920; La première ligne de tramway, à traction électrique, est ouverte 15 juin 1928.
Le matériel roulant du tramway de Donetsk est composé de rames Tatra T3 et Tatra T6B5, produites par la société tchèque ČKD, ainsi que de rames K-1, plus récentes, de fabrication ukrainienne.
Le tramway se trouve actuellement dans un état dégradé du a un manque chronique d'investissements et d'intérêt pour le système.Les tramways ne circulent plus depuis 2014.